# Steffon Armitage
Pour les articles homonymes, voir Armitage (nom de famille).

a Compétitions nationales et continentales officielles uniquement.

b Matchs officiels uniquement.
Dernière mise à jour le 13 juin 2022.
Steffon Armitage, né le 20 septembre 1985 à San Fernando (Trinité-et-Tobago), est un joueur de rugby à XV évoluant au poste de troisième ligne aile et de troisième ligne centre. Il est international anglais depuis 2009.

## Biographie
Steffon Armitage est le frère de Delon, également joueur de rugby à XV international anglais, qui évolue au poste d'arrière, et de Guy, joueur de rugby à XIII.

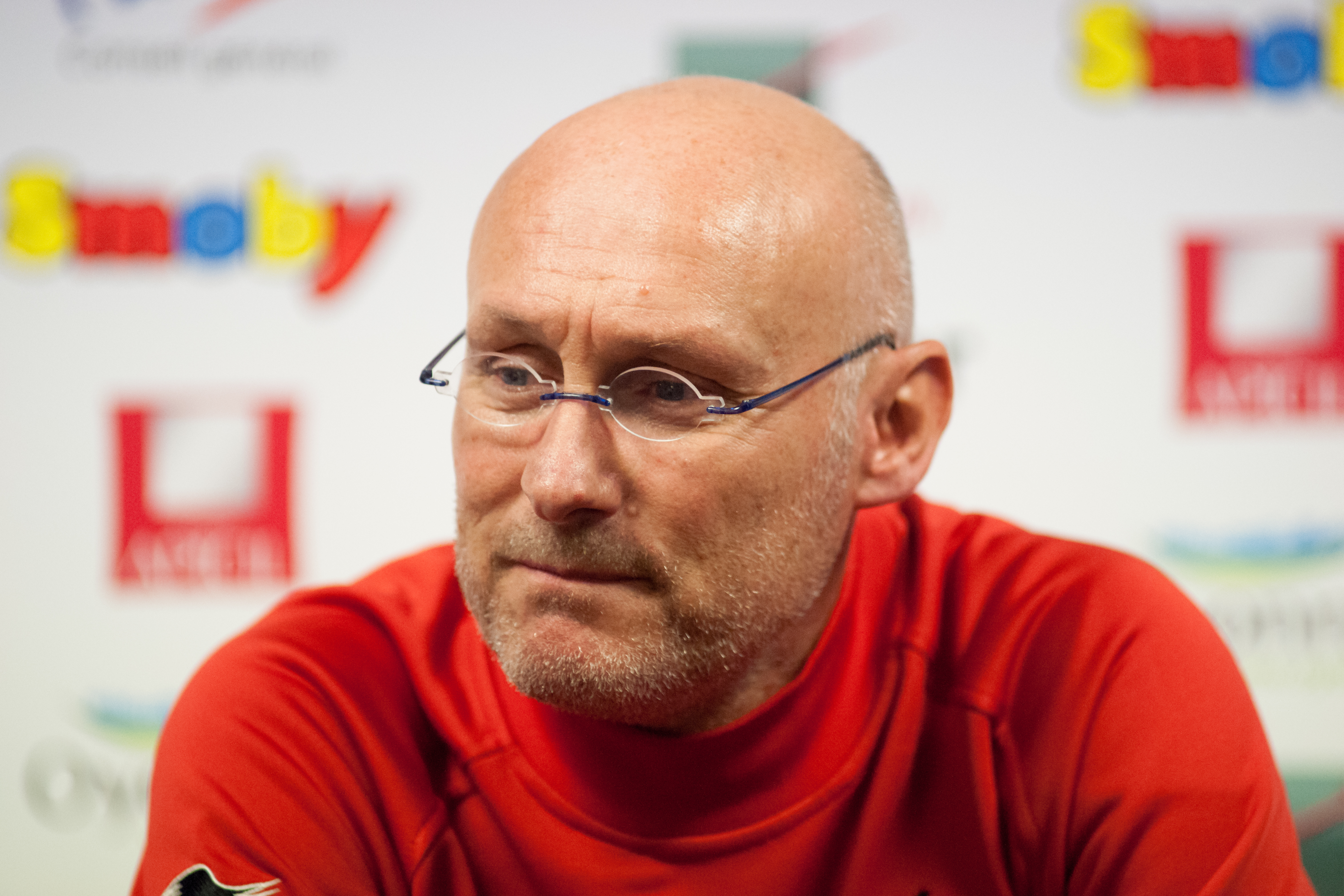
Bernard Laporte, ici en 2014, est le manager de Steffon Armitage à Toulon de 2011 à 2016.

### Carrière en club
Il joue dans le Championnat d'Angleterre avec les Saracens de 2004 à 2006, puis avec les London Irish de 2006 à 2011.
À partir de 2011, il joue avec le RC Toulon en coupe d'Europe et dans le Top 14. Lors de la cérémonie des oscars du Midi olympique de 2012, il est honoré du titre de meilleur joueur étranger du Top 14 pour sa première saison, durant laquelle il a joué 27 matches et inscrit 7 essais. Il remporte avec son club les finales 2013 et 2014 de la Coupe d'Europe. Au terme de la finale du 24 mai 2014, contre les Saracens, il est élu homme du match. Deux jours plus tard, il est élu meilleur joueur européen pour une saison 2013-2014 où il se classe premier pour les turnovers (19) et dans les dix premiers pour les ballons portés, pour les plaquages réussis et pour les défenseurs adverses battus.
En 2016, non gardé par le RC Toulon, il signe à la Section paloise pour 3 ans, 2016-2019
En avril 2018, il se blesse gravement lors de la demi-finale de Challenge Cup que son club, la Section paloise, perd contre les Cardiff Blues. Il s'agit d'une rupture du tendon d'Achille droit.
Le 8 juillet 2019, en fin de contrat avec Pau, Steffon Armitage s'engage avec l'équipe américaine des Legion de San Diego. Censé rejoindre la Major League Rugby en décembre 2019, il signe finalement au Biarritz olympique en octobre 2019 après que son engagement a été rompu avec San Diego. Il est nommé capitaine du BO dès son arrivée. En janvier 2021, il prolonge son contrat avec Biarritz d'une saison supplémentaire, puis jusqu'en 2023 en juin de la même année après avoir inscrit le tir au but permettant au BO de remporter le match de barrage d'accession au Top 14 contre Bayonne.
En avril 2022, il annonce s'engager au Stade niçois, qui évolue alors en Nationale. Après une saison passée à Nice, Steffon Armitage décide de s'engager en Fédérale 1 avec le club de Berre-l'Étang, le CO Berre XV, pour la saison 2023-2024.

### Carrière en équipe nationale
Il a honoré sa première cape internationale en équipe d'Angleterre le 7 février 2009 contre l'équipe d'Italie.
En 2011, il est écarté de la sélection nationale anglaise, en raison d'une volonté de la fédération anglaise de ne pas sélectionner de joueur évoluant à l'étranger.

### Carrière avec les Barbarians
En mai 2017, il est sélectionné dans le groupe des Barbarians par Vern Cotter pour affronter l'Angleterre, le 28 mai à Twickenham puis l'Ulster à Belfast le 1er juin. Titulaire lors du premier match, les Baa-Baas Britanniques s'inclinent finalement 28 à 14 face aux Anglais. Il n'est pas sur la feuille de match pour la victoire des Baa-Baas 43 à 28 en Irlande.

## Palmarès

### En club
London Irish
- Demi-finaliste de la H Cup : 2008.
- Finaliste de la Premiership : 2009.

RC Toulon

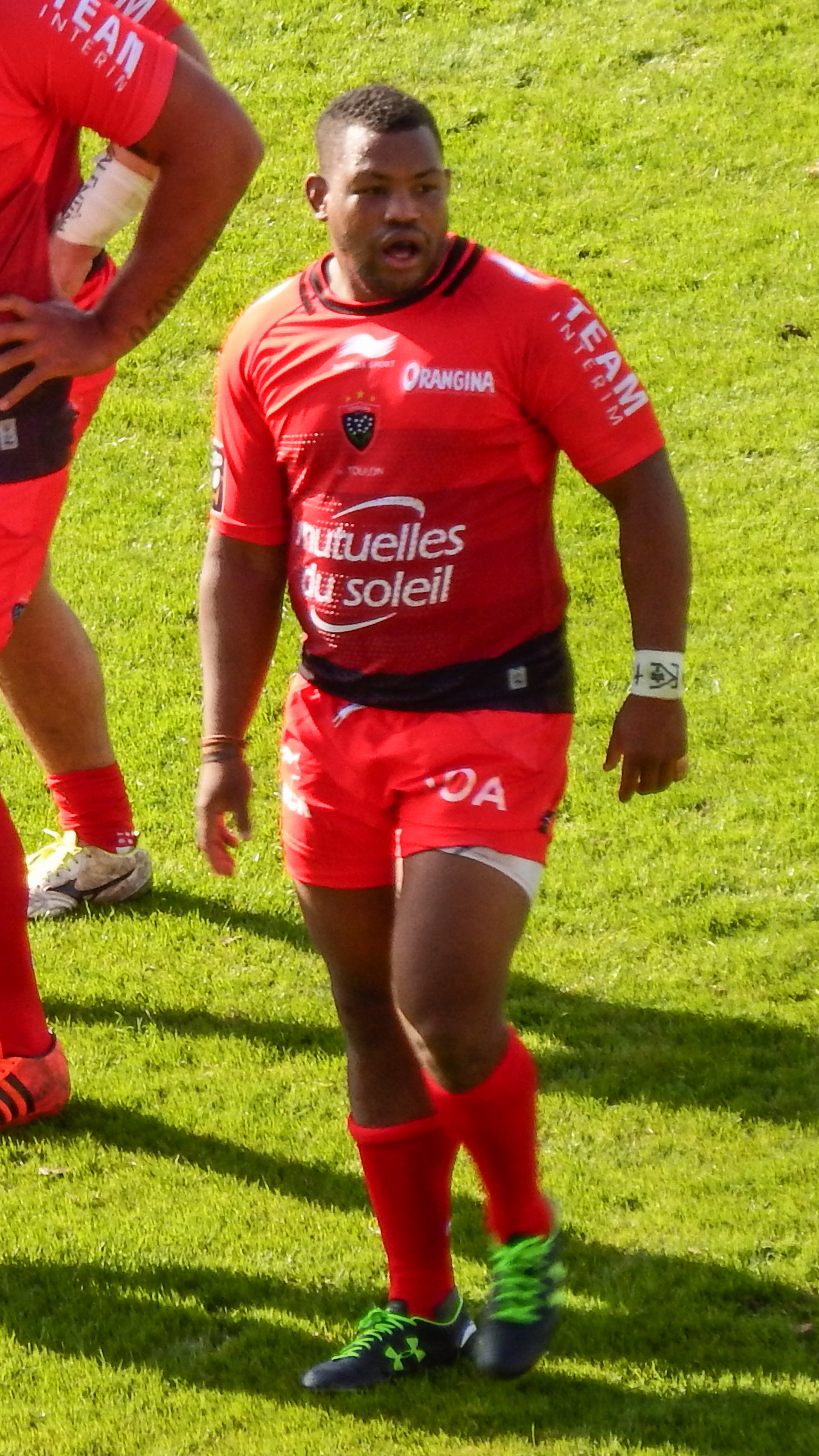
Steffon Armitage le 17 10 2015.

- Finaliste du Top 14 : 2012 2016 2017
- Finaliste du Challenge Européen : 2012.
- Champion de la H Cup : 2013, 2014, 2015
- Champion du Top 14 : 2014.

Biarritz olympique
- Vainqueur du barrage d'accession au championnat de France de rugby à XV : 2021
- Finaliste de Pro D2

### En équipe nationale
(au 11/10/11)
- 5 sélections avec l'équipe d'Angleterre
- Sélection par année : 3 en 2009, 2 en 2010
- Tournoi des Six Nations disputé : 2009, 2010

## Style de jeu
Grâce à son centre de gravité très bas, il est considéré comme un spécialiste du jeu au sol.

## Vie privée
Il a été condamné en septembre 2019 à 6 mois de prison avec sursis pour des attouchements commis dans la nuit du 6 au 7 décembre 2018 sur une jeune femme de 19 ans.